# Ноттинг-Хилл (фильм)
«Ноттинг-Хилл» (англ. Notting Hill) — романтическая комедия 1999 года.

## Сюжет
Уильям Такер (Хью Грант) — владелец книжного магазина путеводителей в Ноттинг-Хилл, Лондон. Его жена не так давно бросила его ради другого человека. В его доме квартирует жилец, глуповатый и простодушный Спайк. Жизнь Такера обыденна и банальна.
Однажды в магазин к Уиллу судьба приводит знаменитую голливудскую актрису Анну Скотт (Джулия Робертс), снимающуюся в Англии. Чуть позже на улице Уилл случайно проливает на нее стакан сока, Анна оказывается вынуждена зайти к Уиллу домой, чтобы переодеться, и, уходя, импульсивно его целует. Позже она приглашает Уилла навестить её в отеле The Ritz London, где его ошибочно принимают за репортёра, освещающего новый фильм Анны в журнале с чисто британским названием «Лошадь и гончая» (Horse & Hound). Уилл вынужден притвориться, что берёт у неё интервью. В тот вечер Анна принимает приглашение на день рождения сестры Уилла, где она неожиданно быстро находит общий язык и хорошо ладит с друзьями и сестрой Уилла, кажется, немного завидуя их обычной жизни. Она действительно оказывается нормальной живой девушкой, прекрасно знающей, сколь преходяща мирская слава.
Следующим вечером Анна с Уиллом встречаются снова; в ресторане они подслушивают разговор группы мужчин, осуждающих Анну из-за ее экранного образа. Уилл горячо, но безуспешно пытается возражать им и оказывается впечатлен тем, насколько достойно и невозмутимо Анна поставила хамов на место. Анна приглашает его в свой гостиничный номер, но их планы меняются, когда Уилл обнаруживает, что её молодой человек, о котором он не знал, неожиданно прибыл из Америки, чтобы побыть с ней. Уилл вынужден притвориться работником отеля, чтобы избежать неловкости, и тихо уйти — из гостиницы и из жизни Анны.
Друзья Уилла пытаются помочь ему справиться с разочарованием. В течение следующих шести месяцев они организуют ему серию свиданий с разными девушками, в том числе с фрукторианкой, но он никак не может забыть Анну.
Однажды у порога Уилла появляется обезумевшая Анна, которая ищет место, чтобы спрятаться от журналистов. Она приносит извинения за инцидент в отеле и говорит Уиллу, что отношения с молодым человеком остались в прошлом. Им нравится проводить время вместе, убеждаясь в совпадении интересов и мнений — например, по поводу висящей на стене у Уилла репродукции картины Марка Шагала 1950 года «La Mariée». Эту ночь они проводят вместе, но блаженство оказывается недолговечным — папарацци, которым случайно дал наводку сосед Уилла Спайк, расхваставшийся в пабе, осаждают дом Уилла и фотографируют его, Анну и полуодетого Спайка у входной двери. Разъяренная, Анна обвиняет Уилла в сложившейся ситуации, говорит, что сожалеет о совместно проведенном времени, и уходит.
Проходит время, но Уилл остается несчастным. Во время обеда со своими друзьями он узнает, что Анна, к тому времени обладательница «Оскара», возвращается в Лондон для съёмок фильма. Уилл посещает съёмочную площадку, где Анна видит его и проводит мимо охраны, чтобы он мог наблюдать за съемками, пока Анна не найдёт паузу переговорить с ними наедине. Уилл подслушивает, как она отклоняет его кандидатуру на роль её парня, и уходит без дальнейшего контакта.
На следующий день Анна приходит в книжный магазин, чтобы попросить прощения и вручить тщательно упакованный подарок. Она объясняет, что просто не хотела искренне обсуждать свою личную жизнь с нескромным партнером. Анна признается Уиллу, что любит его, и прямо спрашивает, могут ли они восстановить свои отношения. Уилл отвечает, что уверен: второго разрыва, который, по его мнению, всё равно неминуем, он уже не переживёт, поэтому лучше не стоит снова начинать то, что наверняка скоро закончится.
Уилл встречает своих друзей и сестру в ресторане, рядом с ним стоит вскрытый подарок Анны, неправдоподобно дорогой подарок — подлинник «La Mariée» Шагала. Они нерешительно поддерживают его решение. Лишь прямодушный Спайк характеризует Уилла определением «круглый придурок» и — Такер внезапно ясно осознает, что он наделал. Они мчатся через Лондон в гостиницу Анны, где узнают, что она выписалась из отеля и проводит пресс-конференцию в отеле Savoy. Уилл прорывается в зал и слышит, как агент Анны говорит присутствующим, что Анна берет годовой отпуск, и что она уедет из Великобритании сегодня ночью. Кто-то спрашивает, с каким молодым человеком Анна была изображена на скандальных фотографиях несколько месяцев назад, и Анна, ни на секунду не смутившись, спокойно отвечает: «Это мой друг. Мы и сейчас дружим». Услышав это, Уилл, снова притворившийся репортером «Лошади и гончей», задаёт прямой вопрос: что, если этот друг ошибся и понял свою ошибку — сможет ли она простить его. «Да, наверное», — после долгой паузы отвечает кинозвезда.
Анна просит одного из журналистов повторить его предыдущий вопрос, на который она только что ответила, что улетит завтра. Надолго ли она в этот раз останется в Англии? Обменявшись с Уиллом взглядами и короткими, еле заметными кивками, сияющая Анна решительно даёт новый ответ: «Навсегда!».
В последних сценах показано, как Анна и Уилл женятся, идут по голливудской красной ковровой дорожке и тихо проводят время в парке. Уилл сидит на садовой скамье, очень похожей на ту, на которой они провели почти всё своё первое свидание, и читает вслух. А Анна лежит и слушает, положив голову на его колени и придерживая рукой уже заметно округлившийся животик.

## В ролях
- Джулия Робертс — Анна Скотт, голливудская кинозвезда
- Хью Грант — Уильям Такер, владелец магазинчика путеводителей в Ноттинг-Хилл (роль дублировал Алексей Иващенко)
- Рис Иванс — Спайк, друг Такера, снимающий у него комнату
- Эмма Чэмберс — Ханна Такер, сестра Уилла
- Тим МакИннерни — Макс, лучший друг Такера
- Джина Макки — Белла, бывшая девушка Такера, жена Макса
- Хью Бонневилль — Берни, друг Такера, биржевой брокер
- Джеймс Дрейфус — Мартин
- Ричард Маккейб — Тони
- Дилан Моран — книжный воришка Руфус
- Алек Болдуин — Джефф Кинг, кинозвезда, бойфренд Анны
- Миша Бартон — 12-летняя актриса
- Эмили Мортимер — «идеальная девушка» Уилла
- Лорелей Кинг — агент Анны
- Роджер Фрост — надоедливый покупатель
- Генри Гудман — консьерж-менеджер
- Джулиан Райнд-Татт — журналист
- Мэттью Модайн — камео

## Награды и номинации
- 2000 — три номинации на премию «Золотой глобус»: лучший фильм — комедия или мюзикл, лучшая мужская роль — комедия или мюзикл (Хью Грант), лучшая женская роль — комедия или мюзикл (Джулия Робертс)
- 2000 — приз зрительских симпатий BAFTA, а также две номинации: лучший британский фильм (Дункан Кенуорси, Роджер Мишелл), лучшая мужская роль второго плана (Рис Иванс)
- 2000 — три номинации на премию «Спутник»: лучший фильм — комедия или мюзикл, лучшая женская роль — комедия или мюзикл (Джулия Робертс), лучшая мужская роль второго плана — комедия или мюзикл (Рис Иванс)